# Base Eights
La Base Eights (en inglés: Eights Station) fue una estación de investigación de Estados Unidos en la Antártida. Se ubicaba en la Tierra de Ellsworth, a 200 km al estenoreste de la Base Siple.

## Base Sky-Hi
La Base Sky-Hi fue establecida por personal de la Armada de los Estados Unidos entre el 25 de noviembre y el 2 de diciembre de 1961. Los equipos, el personal, los elementos constructivos y el combustibles fueron transportados en aviones de la Armada y de la Fuerza Aérea de los Estados Unidos, que realizaron 11 vuelos desde la Base McMurdo a 1600 millas de distancia. El 25 de noviembre de 1961 un avión partió desde la Base Byrd hasta Sky-Hi con el objeto de preparar el terreno para el aterrizaje de los C-130 que llegaron 3 días después.
La Base Sky-Hi comenzó a funcionar como estación de verano con 5 civiles de la Fundación Nacional para la Ciencia, de los cuales el primer jefe de la base fue el meteorólogo Floyd Johnson. Las observaciones más importantes hechas en la base fueron respecto a la ionosfera y al programa de observación del campo magnético de la Tierra. Las observaciones magnéticas se llevaron a cabo de forma simultánea en Sky-Hi y en el parque nacional Laurentides en Canadá, que es su punto conjugado.

## Base Eights
En enero de 1963 el campamento Sky-Hi fue reorganizado, ampliado y rebautizado como Eights Station en homenaje al geólogo y naturalista estadounidense James Eights, quien en 1830 fue el primer científico que visitó la Antártida y publicó su investigación.
Once edificios, entre ellos 8 módulos "vans" fabricados por la compañía canadiense Alberta Trailer Company (ATCO), fueron transportados en avión desde McMurdo. La base se dedicó principalmente a investigaciones sobre la física atmosférica. Durante el invierno permanecieron 10 u 11 personas. La estación fue cerrada en noviembre de 1965.